# Portrait de l'artiste en costume oriental
Le Portrait de l'artiste en costume oriental est un tableau réalisé en 1631 par le peintre néerlandais Rembrandt, probablement à Leyde, avant son départ pour Amsterdam. De format vertical, cette huile sur bois est un portrait dans lequel l'artiste se figure vêtu d'un costume oriental et coiffé d'un turban à plume. Il s'agit du seul de ses nombreux autoportraits où il apparaît en pied, en l'occurrence avec devant lui un barbet ajouté tardivement. L'œuvre est conservée au Petit Palais, à Paris, en France,.